# Csilla Bartos
Csilla Bartos (née le 29 mars 1966 au Caire, Égypte) est une joueuse de tennis hongroise (jusqu'en 1986) puis suisse. Professionnelle dans la seconde moitié des années 1980 et jusqu'en 1991, elle est aussi connue sous son nom de femme mariée, Csilla Bartos-Cserepy.
En 1987, elle a joué le 3e tour à l'Open d'Australie (battue par Manuela Maleeva), sa meilleure performance en simple dans une épreuve du Grand Chelem.
Pendant sa carrière, elle n'a gagné aucun tournoi WTA, s'imposant néanmoins à deux reprises en simple sur le circuit ITF.

## Palmarès

### Titre en simple dames
Aucun

### Finales en simple dames
| No | Date       | Nom et lieu du tournoi      | Catégorie | Dotation | Surface      | Vainqueure        | Score    |          |
| -- | ---------- | --------------------------- | --------- | -------- | ------------ | ----------------- | -------- | -------- |
| 1  | 07-07-1986 | Ellesse Grand Prix, Pérouse |           | 50 000 $ | Terre (ext.) | Nathalie Herreman | 6-2, 6-4 | Parcours |
| 2  | 09-07-1990 | Swedish Open, Båstad        | Tier V    | 75 000 $ | Terre (ext.) | Sandra Cecchini   | 6-1, 6-2 | Parcours |

### Titre en double dames
Aucun

### Finales en double dames
| No | Date       | Nom et lieu du tournoi     | Catégorie | Dotation | Surface      | Vainqueures                    | Partenaire | Score    |          |
| -- | ---------- | -------------------------- | --------- | -------- | ------------ | ------------------------------ | ---------- | -------- | -------- |
| 1  | 18-03-1985 | Brazil São Paulo           |           | 50 000 $ | Terre (ext.) | Gabriela Sabatini Mercedes Paz | Neige Dias | 7-5, 6-4 | Parcours |
| 2  | 07-07-1986 | Ellesse Grand Prix Pérouse |           | 50 000 $ | Terre (ext.) | Carin Bakkum Nicole Jagerman   | Amy Holton | 6-4, 6-4 | Parcours |

## Parcours en Grand Chelem

### En simple dames
| Année | Open d'Australie | Open d'Australie | Internationaux de France | Internationaux de France | Wimbledon       | Wimbledon         | US Open         | US Open           |
| ----- | ---------------- | ---------------- | ------------------------ | ------------------------ | --------------- | ----------------- | --------------- | ----------------- |
| 1986  | n/a              | n/a              | -                        | -                        | -               | -                 | 2e tour (1/32)  | Pam Shriver       |
| 1987  | 3e tour (1/16)   | Manuela Maleeva  | 1er tour (1/64)          | Steffi Graf              | 2e tour (1/32)  | Gabriela Sabatini | -               | -                 |
| 1990  | 1er tour (1/64)  | Halle Carroll    | -                        | -                        | -               | -                 | 2e tour (1/32)  | Conchita Martínez |
| 1991  | 2e tour (1/32)   | Clare Wood       | 1er tour (1/64)          | Rachel McQuillan         | 1er tour (1/64) | Naoko Sawamatsu   | 1er tour (1/64) | Regina Kordová    |

À droite du résultat, l’ultime adversaire.

### En double dames
| Année | Open d'Australie           | Open d'Australie       | Internationaux de France    | Internationaux de France | Wimbledon                    | Wimbledon                | US Open                     | US Open              |
| ----- | -------------------------- | ---------------------- | --------------------------- | ------------------------ | ---------------------------- | ------------------------ | --------------------------- | -------------------- |
| 1986  | n/a                        | n/a                    | -                           | -                        | -                            | -                        | 2e tour (1/16) A. Villagrán | Lori McNeil C. Suire |
| 1987  | 1er tour (1/16) Sara Gomer | C. Lindqvist Eva Pfaff | 1er tour (1/32) Petra Huber | Mercedes Paz Eva Pfaff   | 2e tour (1/16) Nicole Provis | Elise Burgin R. Fairbank | -                           | -                    |

Sous le résultat, la partenaire ; à droite, l’ultime équipe adverse.

## Parcours en Coupe de la Fédération
| #                                                                         | Date       | Lieu    | Surface      | Gagnante(s)                      | Perdante(s)                           | Score          |          |
|                                                                           |            |         |              |                                  |                                       |                |          |
| 1981 - 1er tour (groupe mondial) - Hongrie - Roumanie - 0 : 3             |            |         |              |                                  |                                       |                |          |
| 1                                                                         | 09/11/1981 | Tokyo   | Terre (ext.) | Florenta Mihai Virginia Ruzici   | Csilla Bartos Éva Rózsavölgyi         | 0-6, 6-1, 6-0  | Parcours |
|                                                                           |            |         |              |                                  |                                       |                |          |
| 1983 - 1er tour (groupe mondial) - Zimbabwe - Hongrie - 0 : 3             |            |         |              |                                  |                                       |                |          |
| 2                                                                         | 18/07/1983 | Zurich  | Terre (ext.) | Csilla Bartos                    | Fiona Martin                          | 6-0, 6-0       | Parcours |
| 2                                                                         | 18/07/1983 | Zurich  | Terre (ext.) | Csilla Bartos Éva Rózsavölgyi    | Angela Longo Lindsay Standen          | 6-7, 6-1, 6-2  | Parcours |
|                                                                           |            |         |              |                                  |                                       |                |          |
| 1983 - 2e tour (groupe mondial) - Hongrie - Argentine - 0 : 3             |            |         |              |                                  |                                       |                |          |
| 3                                                                         | 18/07/1983 | Zurich  | Terre (ext.) | Emilse Raponi                    | Csilla Bartos                         | 6-4, 7-5       | Parcours |
| 3                                                                         | 18/07/1983 | Zurich  | Terre (ext.) | Liliana Giussani Emilse Raponi   | Csilla Bartos Éva Rózsavölgyi         | 6-3, 2-6, 6-3  | Parcours |
|                                                                           |            |         |              |                                  |                                       |                |          |
| 1985 - 1er tour (groupe mondial) - Belgique - Hongrie - 0 : 3             |            |         |              |                                  |                                       |                |          |
| 4                                                                         | 08/10/1985 | Nagoya  | Dur (ext.)   | Csilla Bartos                    | Sandra Wasserman                      | 6-3, 7-67      | Parcours |
| 4                                                                         | 08/10/1985 | Nagoya  | Dur (ext.)   | Csilla Bartos Andrea Temesvári   | Ilse de Ruysscher Kathleen Schuurmans | 6-2, 6-2       | Parcours |
|                                                                           |            |         |              |                                  |                                       |                |          |
| 1985 - 2e tour (groupe mondial) - Hongrie - Canada - 2 : 1                |            |         |              |                                  |                                       |                |          |
| 5                                                                         | 08/10/1985 | Nagoya  | Dur (ext.)   | Csilla Bartos                    | Jane Young                            | 7-65, 6-2      | Parcours |
| 5                                                                         | 08/10/1985 | Nagoya  | Dur (ext.)   | Csilla Bartos Andrea Temesvári   | Jill Hetherington Hélène Pelletier    | 7-5, 6-3       | Parcours |
|                                                                           |            |         |              |                                  |                                       |                |          |
| 1985 - 1/4 de finale (groupe mondial) - Tchécoslovaquie - Hongrie - 3 : 0 |            |         |              |                                  |                                       |                |          |
| 6                                                                         | 08/10/1985 | Nagoya  | Dur (ext.)   | Helena Suková                    | Csilla Bartos                         | 6-75, 6-2, 6-2 | Parcours |
| 6                                                                         | 08/10/1985 | Nagoya  | Dur (ext.)   | Andrea Holíková Regina Maršíková | Csilla Bartos Andrea Temesvári        | 6-4, 6-3       | Parcours |
|                                                                           |            |         |              |                                  |                                       |                |          |
| 1986 - 1er tour (groupe mondial) - Hongrie - Australie - 1 : 2            |            |         |              |                                  |                                       |                |          |
| 7                                                                         | 22/07/1986 | Prague  | Terre (ext.) | Anne Minter                      | Csilla Bartos                         | 6-1, 6-4       | Parcours |
| 7                                                                         | 22/07/1986 | Prague  | Terre (ext.) | Elizabeth Smylie Wendy Turnbull  | Csilla Bartos Andrea Temesvári        | 5-7, 6-4, 6-0  | Parcours |
|                                                                           |            |         |              |                                  |                                       |                |          |
| 1990 - 1er tour (groupe mondial) - Pays-Bas - Suisse - 2 : 1              |            |         |              |                                  |                                       |                |          |
| 8                                                                         | 23/07/1990 | Atlanta | Dur (ext.)   | Brenda Schultz                   | Csilla Bartos                         | 7-64, 6-0      | Parcours |

## Classements WTA en fin de saison

### En simple
| Année | 1983 | 1984 | 1985 | 1986 | 1987 | 1988 | 1989 | 1990 | 1991 |
| Rang  | 200  | 167  | 150  | 105  | 153  | 422  | 170  | 94   | 155  |

Source : (en) « Classements de Csilla Bartos », sur le site officiel du WTA Tour

### En double
| Année | 1986 | 1987 |
| Rang  | 86   | 189  |

Source : (en) « Classements de Csilla Bartos », sur le site officiel du WTA Tour